# 短鰓珠母麗魚
短鰓珠母麗魚，為輻鰭魚綱鱸形目隆頭魚亞目慈鯛科的其中一種，分布於南美洲蘇利南的Corantijn及Nickerie河流域，體長可達13.8公分，棲息在河川中底層水域，生活習性不明。

## 擴展閱讀
維基物種上的相關：短鰓珠母麗魚